# Saint-Étienne-de-Baïgorry
Saint-Étienne-de-Baïgorry (tiếng Basque: Baigorri) là một xã của tỉnh Pyrénées-Atlantiques, thuộc vùng Nouvelle-Aquitaine, tây nam nước Pháp.
Vị trí của xã ở tỉnh cũ Lower Navarre.